# Mydaea corni
Mydaea corni is een vliegensoort uit de familie van de echte vliegen (Muscidae).

## Leefwijze
Dit insect leeft in en bij mest. De larven voeden zich met kleine diertjes, die zich in die mest bevinden.

## Verspreiding en leefgebied
Deze soort komt voor in Europa en Azië.